# Die Katakombe
Die Katakombe war ein politisch-literarisches Kabarett in Berlin, das von 1929 bis 1935 bestand.
Die Katakombe wurde von Werner Finck, Hans Deppe, R. A. Stemmle und anderen im Keller des Vereins Berliner Künstler in der Bellevuestraße 3 gegründet. Hier gab es rund 200 Sitzplätze an Tischen. Zu den Künstlern, denen die Katakombe eine Plattform bot, gehörten Rudolf Platte, Theo Lingen, Ursula Herking, Inge Bartsch, Ellen Frank, Isa Vermehren, Therese Baerwald, Kaete Nick-Jaenicke, Ernst Busch, Hanns Eisler, Erich Kästner, Ivo Veit, Valeska Gert, Hans Deppe und Erik Ode.
Finck führte als Conférencier durch das Programm, das Sketche und Parodien vereinte. „Es herrschte eine Atmosphäre der Improvisation und des unbefangenen Übermuts. […] Im verrauchten Raum, bei trübem Licht hockten Maler, Musiker, Literaten und noch viele andere […]. Alle zwanglos und lässig, gnädig und gut gelaunt, ohne Anspruch.“ Bereits nach einem Jahr kam es jedoch zu Meinungsverschiedenheiten, in deren Folge sich die politisch motivierten Künstler wie Busch und Eisler zurückzogen. Auch der Auftrittsort wurde gewechselt.
Seit der Machtergreifung der Nationalsozialisten am 30. Januar 1933 gehörten Vertreter der Gestapo zum Stammpublikum der Katakombe. Obwohl sich das Kabarett nun ganz unpolitisch gab, konnte der Argwohn der Observierenden nicht zerstreut werden:

„B.-Nr.41551/35 II 2 C 8057/35, 16. April 1935: ‚Das Publikum in der ‚Katakombe‘ setzt sich in der überwiegenden Mehrzahl aus Juden zusammen, die den Gemeinheiten und der bissigen, zersetzenden Kritik des Conférenciers Werner Fink [sic!] fanatisch Beifall zollen. Fink ist der typische frühere Kultur-Bolschewist, der offenbar die neue Zeit nicht verstanden hat oder jedenfalls nicht verstehen will und der in der Art der früheren jüdischen Literaten versucht, die Ideen des Nationalsozialismus und alles das, was einem Nationalsozialisten heilig ist, in den Schmutz zu ziehen‘“

Am 10. Mai 1935 wurde die Katakombe auf Betreiben Joseph Goebbels’ von der Gestapo geschlossen. Finck wurde vorübergehend im KZ Esterwegen inhaftiert.
Gegen Hans Schwarz van Berk wurde 1935 ein Parteigerichtsverfahren wegen parteischädigenden Verhaltens eingeleitet, weil er 1934 in das Gästebuch des Berliner Kabaretts Die Katakombe die Worte geschrieben hatte „Gefährlich oder ungefährlich – weitermachen“. Auf Intervention von Goebbels kam er jedoch mit einem Verweis davon. Letzterer ernannte ihn im November 1935 zum Mitglied des Reichskultursenats. 
Die Berliner „Katakombe“ sollte nicht mit der gleichnamigen ehemaligen Kleinkunstbühne in München-Schwabing verwechselt werden, die von Karl Theodor Langen gegründet worden war und die 1975 den Schwabinger Kunstpreis erhielt.

## Tonträger
- Werner Finck: Aufgehobene Rechte. Kabarett aus der Katakombe. Aus dem Nachlaß Werner Fincks in der Stiftung Deutsches Kabarettarchiv e. V. Patmos, Düsseldorf 2002, ISBN 3-491-91114-1.